# Billedhuggeren Jens Adolf Jerichau, kunstnerens ægtefælle
Billedhuggeren Jens Adolf Jerichau, kunstnerens ægtefælle er et portræt af den danske billedhugger Jens Adolf Jerichau malet i 1846 af Elisabeth Jerichau Baumann.
Portrættet er malet i 1846 – samme år, som Baumann og Jerichau indgik ægteskab efter at have mødt hinanden i Rom. I 1849 flyttede parret til København, da Jens Adolf Jerichau var blevet udnævnt til professor på Kunstakademiet. Det er givet som en gave til Statens Museum for Kunst af brygger J.C. Jacobsen i 1876 og modtaget efter kunstnerens død i 1881.

## Kunstner
Elisabeth Jerichau Baumann var en tysktalende og tyskuddannet kunstner, da hun i 1848 gjorde København til base for sit kosmopolitiske kunstnerliv og havde derfor en del at overvinde. Hun blev karakteriseret som en fremmed fugl og blev ikke vel modtaget af det danske kulturliv, som var mere optaget af at videreføre arven fra den danske guldalder som udtrykt ved C.W. Eckersberg og N.L. Høyen.

## Motiv
Portrættet viser Jens Adolf Jerichau siddende, mens han læner sig til sin venstre side. Han har blikket rettet lidt ud til siden frem for direkte mod beskueren. Jerichau er iklædt en stor velourkappe, som folder sig blødt om hans krop. Kappens linjer giver sammen med den måde, hvorpå han læner sig over stolen, indtryk af, at han bugter sig igennem billedet. Folderne i stoffet er med til at forme kroppen i billedrummet. Lyset i billedet kommer oppefra og fra venstre side. Det lægger sig gyldent om ham og lyser især hans ansigt og hænder op.
Der er lagt fokus på billedhuggeren Jerichaus hænder og deres skaberkraft. I den ene hånd holder han noget materiale, som formentlig er fra den skulptur, der ses i baggrunden – et forarbejde til Jerichaus gennembrudsværk Herkules og Hebe fra 1845. På denne måde hylder Elisabeth Jerichau Baumann sin mand ved at vise, hvordan han behersker billedhuggertraditionen. På venstre hånd bærer Jerichau en vielsesring i guld, som glimter iøjnefaldende.

Baumann skrev selv i et brev, at 
| „ | ”det indeholder de kjærligste Minder, som betegne hendes ægteskabelige Liv” og ”at det ikke er tilsalgs saalænge hun lever”. | “ |